# 本部警察署
本部警察署（もとぶけいさつしょ）は、沖縄県国頭郡本部町大浜にある沖縄県警察管轄の警察署である。管轄は本部半島の2町村（本部町・今帰仁村）とその周辺離島（伊江村・伊是名村・伊平屋村）。
元々は本部町の中心部である渡久地にあり「渡久地警察署」という名称だったが、1980年代に現在地に移転した際に現在の名称となった。

## 所在地
- 〒905-0212 沖縄県国頭郡本部町字大浜850-1（国道449号沿い）

## 管轄区域
- 国頭郡 本部町・今帰仁村・伊江村
- 島尻郡 伊是名村・伊平屋村

## 警察署周辺
- 瀬底島
- 本部町立中央公民館
- 本部町立中央図書館

## 交番
- 渡久地交番（本部町字渡久地）
- 今帰仁交番（今帰仁村字仲宗根）

## 駐在所
- 伊豆味駐在所（本部町字伊豆味）
- 崎本部警察官詰所（本部町字崎本部）
- 謝花駐在所（本部町字謝花）
- 山川駐在所（本部町字山川）
- 運天駐在所（今帰仁村字上運天）
- 伊江駐在所（伊江村字東江前・伊江島）
- 川平駐在所（伊江村字川平・伊江島）
- 伊是名駐在所（伊是名村字仲田・伊是名島）
- 伊平屋駐在所（伊平屋村字我喜屋・伊平屋島）